# الجامع الكبير في جينيه
المسجد الكبير هو أكبر صرح من الطوب اللبِن في العالم، ويعتبره الخبراء أعظم مثال للمعمار في الرقعة الأفريقية المعروفة باسم بلاد السودان والساحل وإن كان الأثر الإسلامي واضحا فيه. كما يعتبر، بلا منازع، من أهم وأبرز معالم القارة السمراء ككل. ولهذا صنفته هيئة «اليونيسكو»، مع المدينة القديمة في جينيه نفسها، «تراثا عالميا يتوجب على الأسرة الدولية حمايته». ومدينة جينية تعد من أقدم المدن المعروفة في جنوب الصحراء الكبرى . في القرن السادس عشر تحولت إلى مركز للعلوم الإسلامية.

## التشييد
شيد هذا المسجد، الذي يقع على ضفة نهر الباني في مدينة جينيه، أول ما شيد في القرن الثالث عشر، لكن الصرح الذي يرى اليوم يعود تاريخه إلى عام 1907. أما المسجد الأصلي فقد بناه الملك كوي كونبورو عام 1240 في موقع قصر عامر قبل أن تصبح جينيه عاصمة لامبراطورية مالي. وعندما تولى الغازي المسلم أمادو لوبو مقاليد الأمور في المنطقة عام 1834 أمر بهدمه باعتباره «بهرجا وترفا غير لائق».

## إعادة البناء

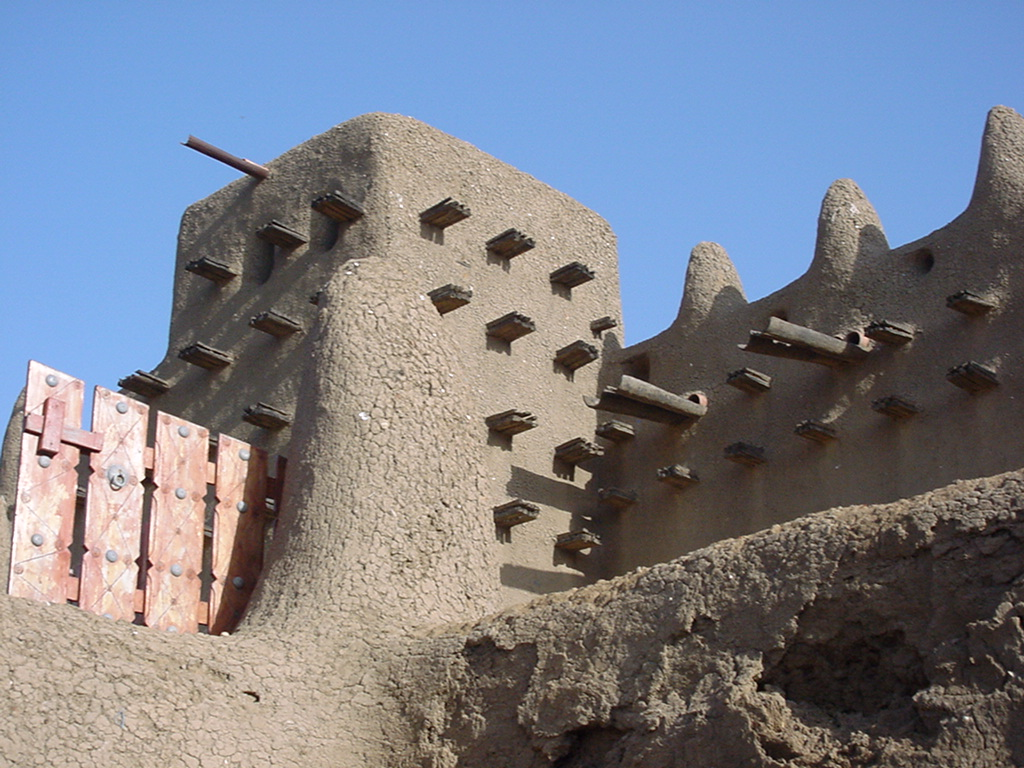
جذوع النخيل تساعد على صلابة المبنى وعند القيام بترميمات.

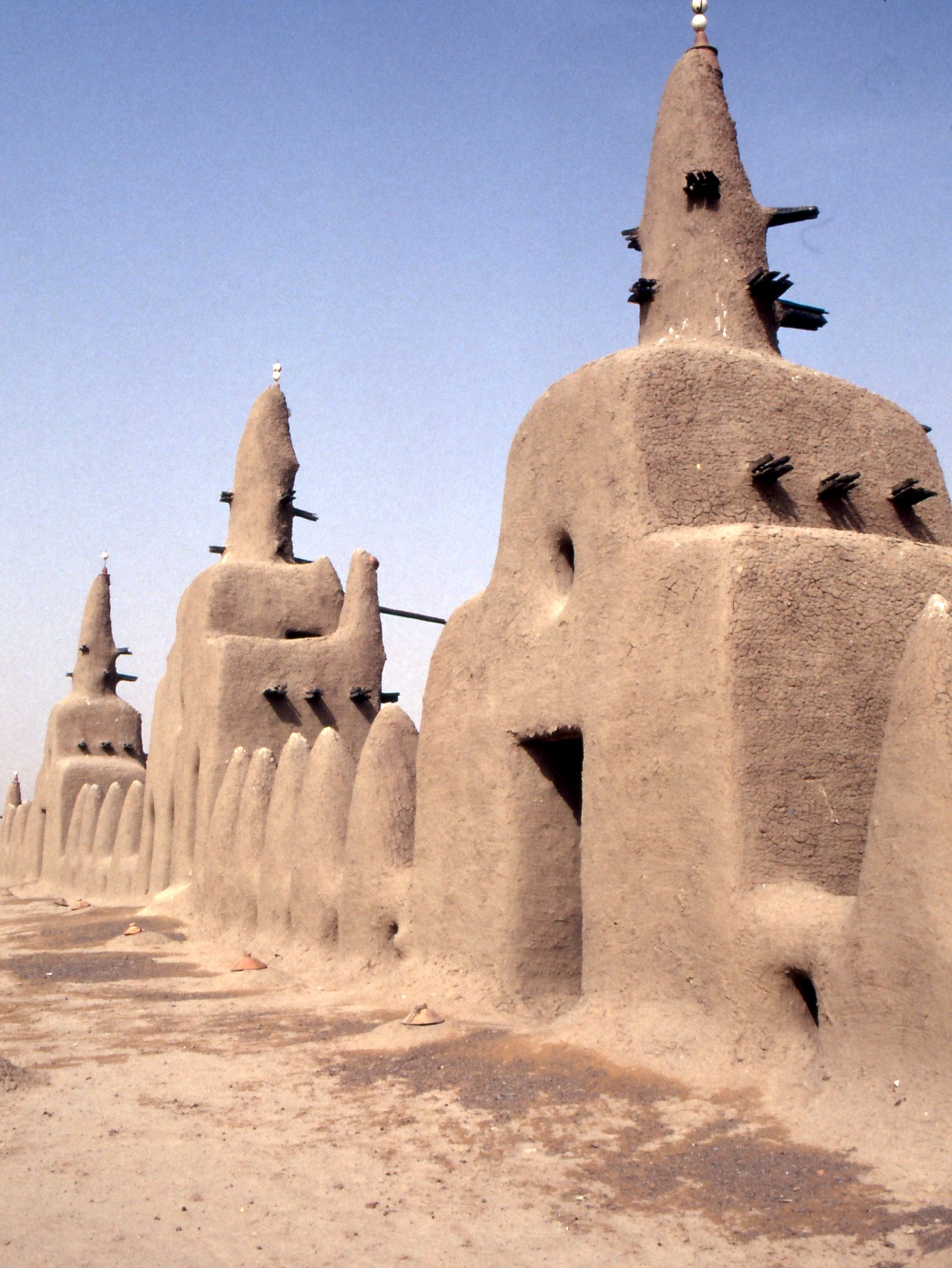
أبراج السقف.

أعيد بناؤه على غرار التصميم الأصلي عام 1896، لكنه هدم عام 1906 لإعادة تشييده مجددا على هيئته التي ترى اليوم والتي أكملت في الفترة بين 1907 و1909. واليوم فإن الجزء الوحيد المتبقي من البناء الأصلي، ذي التاريخ العائد إلى القرن الثالث عشر، هو المقبرة التي تضم أضرحة القادة المحليين. وقد أشرف على بناء المسجد في مطلع القرن العشرين المعماري المالي إسماعيلا تراوري. وفي ذلك الوقت كانت مالي جزءا من مستعمرة غرب أفريقيا الفرنسية، ويعتقد أن الفرنسيين قدموا دعما ماليا وسياسيا لإعادة بناء المسجد والمدرسة القريبة منه.

## التحديث
وكما هو الحال مع بقية مساجد البلاد، فقد أضيفت الكابلات الكهربائية وأنابيب المياه اليها في الأزمنة الحديثة. وفي حال مسجد جينيه فقد غطيت مساحات من جدرانه بالقرميد، مما أخفى روحها التاريخية. وبرغم أن المسجد استفاد من مكبرات الصوت، فقد قاوم الأهالي أي محاولة لتحديثه، باعتبار ذلك مزيدا من التجني على قيمته التاريخية، وهو أمر استحسنه بشدة دعاة صون المعالم الأثرية في مختلف أنحاء العالم.

## تقنية البناء
وشيدت جدران المسجد الكبير من الطوب اللبِن الذي يسمى محليا «فيري» وغطيت بالطين المخلوط بالتبن، وهو ما يعطي المبنى بشكل عام مظهره الناعم الصقيل. ويتراوح سمك هذه الجدران بين 16 و24 بوصة (حوالي 40 إلى 60 سنتمترا) تبعا لارتفاع الجدار نفسه. فكلما علا الحائط زاد سمكه حتى يتسنى لأساسه حمل ثقله. وميزة هذه الجدران الطينية هي انها تقي الداخل من الحرارة طوال اليوم. وعندما يحل المساء والبرد تكون الجدران قد امتصت من الحرارة ما يكفي لتدفئته.

## أبعاد الجامع
وترتفع فوق قبلة المسجد ثلاث مآذن يميزها عن المآذن المعتادة انها مربعة وتستند إلى 18 دعامة. لكن كلا منها ينتهي بالمخروط التقليدي الذي يحمل بيضة نعامة. وللمبنى فناء يعادل مساحة المصلى الذي يستند إلى 90 عمودا من الخشب وتتخلل سقفه نوافذ تفتح إذا ارتفعت درجة الحرارة فيه.

## أعمال الصيانة

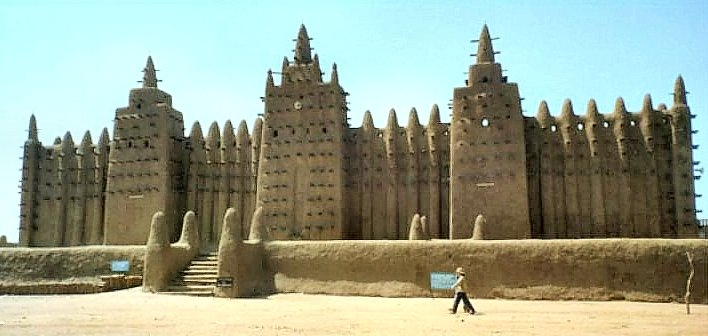
جامع جينيه الكبير من الواجهة.

تتعرض جينيه بشكل شبه منتظم لفيضان نهر الباني وتصبح في هذه الحالة مثل الجزيرة. وهذا أمر انتبه اليه تراوري فشيد المسجد على دكة عالية تبلغ مساحتها 5625 مترا مربعا يعود اليها الفضل في حماية المبنى من الغرق حتى في أسوأ الفيضانات.
ويشارك السواد الأعظم من سكان جينيه في صيانة المسجد من آثار الأمطار والشقوق والتي يحدثها تغير درجات والحرارة والرطوبة عبر احتفال سنوي يقام خصيصا لهذا الأمر. وفي الأيام التي تسبق هذا الاحتفال يوضع الطين والتبن في حفر كبيرة وتترك مهمة خلطهما للأطفال. ولا تتعدى هذه المهمة حد السماح لهم باللعب فيها فيبدأون لهوهم بدون ان يعلموا انهم ينجزونها بأقل مجهود ممكن. ثم يقام سباق بين حفر الطين والمسجد نفسه يفوز فيه الرجل الذي يتمكن من الوصول بثقله إلى عمال الصيانة قبل غيره. ويتم الأمر كله بإشراف «رابطة البنائين الماليين» وتحت أنظار كبار القوم الذين تقام لهم منصة شرف خاصة بالمناسبة في ساحة السوق التي يطل عليها المسجد.

## جانب التعليم

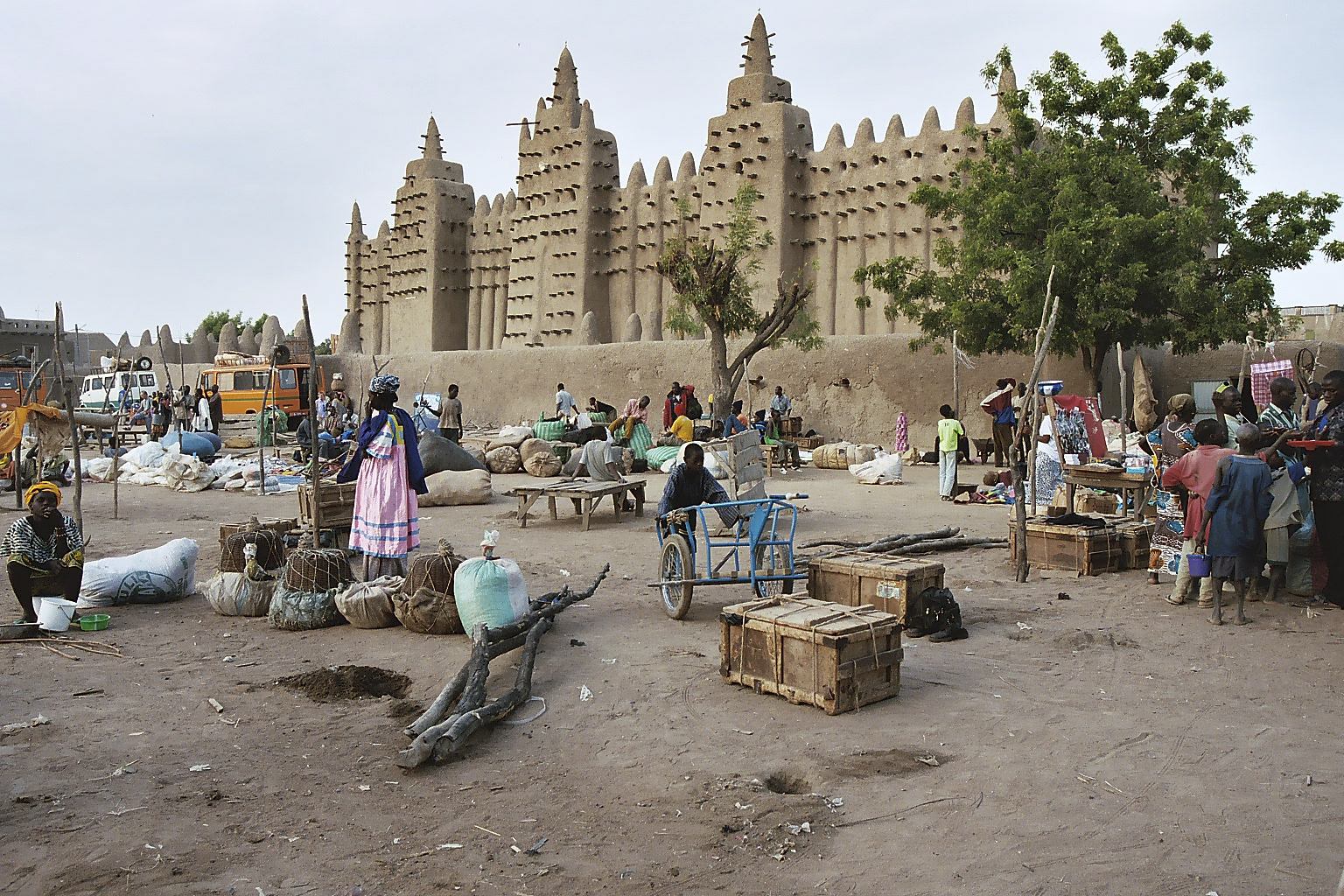
الجامع الكبير وأمامه السوق ، صورة من عام 2003.

كان المسجد الأصلي أحد أكبر المراكز التعليمية في القارة السمراء خلال القرون الوسطى. وكانت جينيه نفسها تجتذب من مختلف البقاع آلاف الطلاب الساعين لدراسة علوم القرآن والفقه في مدارس المدينة المتعددة. ورغم أن مالي تضم مساجد أقدم من مسجد جينيه الكبير بشكله الحالي، يظل هذا الأخير أبرز الرموز وأهم المعالم، ليس بالنسبة لجينيه ولمالي فحسب، وإنما للتراث المعماري في أفريقيا ككل.